# 용인 두창리 선돌
두창리 선돌은 대한민국 경기도 용인시 원삼면 두창리에 있다. 1997년 12월 10일 용인시의 향토문화재 제39호로 지정되었다.